# 景龍 (唐)
景龍（けいりゅう）は、唐の中宗李顕の治世に使用された元号。707年-710年。

## 西暦・干支との対照表
| 景龍 | 元年  | 2年   | 3年   | 4年   |
| 西暦 | 707年 | 708年 | 709年 | 710年 |
| 干支 | 丁未  | 戊申  | 己酉  | 庚戌  |